# Frederik Erdmann van Anhalt-Köthen-Pleß
Frederik-Erdmann van Anhalt-Köthen-Pleß (Köthen, 27 oktober 1731 – Pleß, 12 december 1797) was van 1765 tot aan zijn dood vorst van Anhalt-Köthen-Pleß. Hij behoorde tot het huis Ascaniërs.

## Levensloop
Frederik Erdmann was de jongste zoon van vorst August Lodewijk van Anhalt-Köthen uit diens tweede huwelijk met Emilie, dochter van graaf Erdmann II van Promnitz. In augustus 1751 ging hij in dienst van het Pruisische leger en bracht het tot kapitein in het infanterieregiment Meyerinck. In oktober 1755 nam hij ontslag uit het Pruisische leger, op voorwaarde dat hij zwoer niet in dienst te treden in het Oostenrijkse of het Keizerlijke leger. 
Kort daarna trad hij in Franse militaire dienst. In maart 1759 kreeg hij met het infanterieregiment Anhalt een eigen regiment toegewezen. In de Slag bij Minden was hij commandant van de brigade Anhalt en tijdens de Zevenjarige Oorlog nam hij deel aan verschillende veldtochten tegen Pruisen en zijn bondgenoten. Na de Vrede van Hubertusburg beëindigde hij in 1766 zijn militaire loopbaan en reisde hij naar Rusland. Na de executie van koning Lodewijk XVI van Frankrijk in 1793 legde hij al zijn militaire titels in het Franse leger neer en trad hij terug in Pruisische dienst als generaal-luitenant. Ook was hij ridder in de Poolse Orde van de Witte Adelaar.
In 1765 erfde Frederik Erdmann na de dood van zijn neef Johannes Erdmann van Promnitz de heerlijkheid Pleß, zoals bepaald werd in diens testament. Hij liet zich vanaf dan vorst van Anhalt-Köthen-Pleß noemen en werd in 1767 door koning Frederik II van Pruisen officieel beleend met zijn heerlijkheid. Frederik Erdmann stimuleerde in Pleß de ontwikkeling van de industrie en stichtte verschillende steenkoolmijnen. Bovendien liet hij tussen 1775 en 1776 in Tichau een tweevleugelig barokslot bouwen. De mijnbouw op de Opper-Silezische gronden van het geslacht Pleß maakte het tot de vermogendsten in Duitsland. In 1945 werden zij onteigend na de annexatie van Opper-Silezië door Polen. 
In 1779 maakte hij van het dorp Seiffendorf een kolonie voor protestantse emigranten, die hij vele privileges schonk. Onder meer de ouders van theoloog en filosoof Friedrich Schleiermacher vestigden zich in deze kolonie.
Frederik Erdmann overleed in december 1797 op 66-jarige leeftijd.

## Huwelijk en nakomelingen
Op 13 juni 1766 huwde hij in Kasteel Wernigerode met Louise (1744-1784), dochter van graaf Hendrik Ernst van Stolberg-Wernigerode. Ze kregen negen kinderen:
- Ernst (1768-1808), werd wegens een mentale achterstand uitgesloten van de erfopvolging
- Ferdinand (1769-1830), hertog van Anhalt-Köthen
- Anna Emilie (1770-1830), erfde de heerlijkheid Pleß, huwde met graaf Hans Hendrik VI van Hochberg-Fürstenstein
- Benedikte (1771-1773)
- Christiane (1774-1783)
- George (1776-1777)
- Hendrik (1778-1847), hertog van Anhalt-Köthen
- Christiaan Frederik (1780-1813), sneuvelde in de Slag bij Kulm
- Lodewijk (1783-1841), vorst van Anhalt-Köthen-Pleß